# Cory Allen

a Compétitions nationales et continentales officielles uniquement.

b Matchs officiels uniquement.
Dernière mise à jour le 17 mai 2020.
Cory Allen, né le 11 février 1993 à Cardiff au pays de Galles, est un joueur international gallois de rugby à XV. Il évolue au poste de centre.
Il est le frère de Mason Grady, également joueur de rugby à XV et international gallois.

## Biographie
Son frère cadet, Mason Grady, est également joueur international de rugby à XV et évolue au même poste que lui.

### En province
C'est à l'âge de dix-huit ans, en octobre 2011, qu'il fait ses débuts professionnels avec l'équipe des Cardiff Blues, lors d'un match de Coupe anglo-galloise contre les Newcastle Falcons.
Il quitte Cardiff pour rejoindre les Ospreys en 2017. Lors de la première journée de Pro14 2019-2020 contre l'Ulster, en septembre 2019, il se blesse gravement au genou et ne joue plus aucun match avec son club jusqu'à la fin de son contrat en 2021.
En 2021, il rejoint les Dragons. Peu après son arrivée dans son nouveau club, il se blesse gravement de nouveau. Après n'avoir joué aucune rencontre avec les Dragons, Allen annonce prendre sa retraite le 29 décembre 2022, il n'a pas réussi à guérir de ses différentes blessures.

### En équipe nationale
Il fait ses débuts avec la sélection galloise lors des tests de novembre 2013, disputant la rencontre face à l'Argentine. Il obtient sa deuxième sélection en 2014, toujours en novembre, face à Australie.
Il est de nouveau présent dans le groupe de joueurs qui préparent le tournoi des Six Nations 2015. Retenu pour la Coupe du monde 2015, il est titulaire lors du premier match face à l'Uruguay où il inscrit trois essais. Blessé lors de cette rencontre, il doit déclarer forfait pour le reste de la compétition et est remplacé par Tyler Morgan.

## Statistiques internationales
Au 2 janvier 2023, Cory Allen compte six sélections avec le pays de Galles, dont quatre en tant que titulaire. Il inscrit quinze points, trois essais. Il obtient sa première sélection le 16 novembre 2013 à Cardiff contre l'Argentine.
Il participe à une édition de la Coupe du monde, en 2015 où il joue une rencontre, face à l'Uruguay et inscrit un triplé.